# Heinrich Jacob von Recklinghausen
Heinrich Jacob von Recklinghausen (Würzburg, 17 de abril de 1867 - Munique, 12 de dezembro de 1942) foi um médico e cientista alemão. Após receber seu doutorado médico em 1895, ele trabalhou como assistente em vários hospitais. Em 1902 mudou-se para Berna, onde trabalhou no Instituto Fisiológico de Hugo Kronecker (1839-1914). Durante a I Guerra Mundial ele foi um médico militar em Estrasburgo, e depois realizou pesquisas científica em Heidelberg e Munique. Ele era o filho do patologista Friedrich Daniel von Recklinghausen (1833-1910).
Recklinghausen é principalmente lembrado por seu estudo da pressão arterial e contribuições da ciência da medição da pressão arterial. Ele é creditado por fazer melhorias no esfigmomanômetro, aumentando o tamanho do manguito de pressão de 5cm a 10cm. Durante a década de 1930 ele criou um osciloscópio tonômetro; um dispositivo usado para medir a pressão arterial sistólica e diastólica. Consistia da sobreposição de duas algemas, um grande manguito para desempenhar funções esfigmomanômetras de base e um menor para ampliar pulsações que ocorrem quando o maior manguito é esvaziado. Com o oscilotonometro de Recklinghausen, um estetoscópio não era necessário para escutar os "Sons de Korotkoff", em vez disso eles foram representados como oscilações de uma agulha em um medidor de pressão.
Na maior parte de sua vida, Recklinghausen manteve um ávido interesse na filosofia e na metafísica. Apesar de não ter publicado qualquer livro sobre esses assuntos, ele deixou muitas anotações sobre suas crenças, e manteve uma correspondência contínua com os filósofos Heinrich Rickert (1863-1936), Paul Hensel (1860-1930) e Albert Schweitzer (1875-1965).

## Trabalhos escritos
- Ueber Blutdruckmessung beim Menschen. (Medida da Pressão Arterial dos seres humanos) Arch Exp Pathol Pharmakol 46 (1901) 78
- Unblutige Blutdruckmessung. (Medida da Pressão Arterial) Arch Exp Pathol Pharmakol 55 (1906) 375
- Was wir durch die Pulsdruckkurve und durch die Pulsdruckamplitude über den großen Kreislauf erfahren. Arch Exp. Pathol 56 (1906) 1
- Neue Apparate zur Messung des arteriellen Blutdrucks beim Menschen. (Novos aparelhos para a medição da pressão arterial de seres humanos) Münchn Med Wochenschr 60 (1913) 817
- Gliedermechanik und Lähmungsprothesen. (Próteses Mecânica e de Paralisia) 2 Bd., Berlin 1920
- Eine neue Pumpe zur Blutdruckmessung am Menschen. (A nova bomba de Medida da Pressão Arterial de seres humanos) Dtsch Arch Klin Med 146 (1925) 212
- Rechtsprofil und Linksprofil in der Zeichenkunst der alten Ägypter. (Perfis na arte indicação do egípcio antigo) Z Ägypt Sprache Altertumskunde 63 (1927) 14
- Neue Wege der Blutdruckmessung. (Novos Métodos de Medida da Pressão Arterial); Berlin 1931
- Blutdruck-Meßmanschette mit Hilfen zur Aufbringung am Oberarm. (Medição da pressão sanguínea selo com a assistência para a aplicação na parte superior do braço) Münchn Med Wochenschr 79 (1932) 1238
- Blutdruckmessung und Kreislauf in den Arterien des Menschen. (Medida da Pressão Arterial e ciclos nas artérias) Dresden 1940.